# 伯遠帖
《伯遠帖》，為晉朝書法家王珣的墨寶，全文五行四十七字以行書寫成。

## 流传
北宋时，《伯远帖》入内府，录于《宣和书谱》。明代董其昌收藏此帖，题记曰：“晋人真迹惟二王尚有存者，然米南宫时大令已罕，谓一纸可当右军五帖，况王珣书，视大令不尤难觏耶！既幸予得见王珣，又幸珣书不尽湮没得见吾也。”董其昌在《画禅宝随笔》评价：“潇洒古淡，东晋风流，宛然在眼。”
乾隆十一年（1746年）《伯遠帖》進入內府，清高宗將此帖與王獻之的《中秋帖》以及王羲之的《快雪時晴帖》合稱三希，一起放在養心殿的「三希堂」中。《伯远帖》，因首行有“伯远”二字，遂以帖名。清亡後，《伯遠帖》與《中秋帖》曾藏在敬懿皇貴妃所居的壽康宮。
1924年11月5日，馮玉祥逼溥儀出宮，敬懿皇貴妃将此帖带出宫，私下將兩帖送至北平後門橋外古董鋪“品古齋”出售。北平四大收藏家之一的郭葆昌在“品古斋”購得《中秋帖》和《伯远帖》。郭葆昌向故宮博物院文物館副館長馬衡、徐森玉和科長莊嚴允諾，百年之後將此二帖無條件歸還故宮。郭葆昌死后此二帖归其子郭昭俊所有。《伯远帖》本幅上钤有“郭氏觯斋秘籍”，就是郭葆昌的收藏印。
1949年，郭昭俊带着《中秋帖》和《伯远帖》逃到台湾。郭昭俊向莊嚴表示，只要政府給一點報酬，他就將“二希”捐贈出來。莊嚴四處籌措資金，終究沒能在約定的時間內拿出錢來，郭昭俊因做生意关系遠赴香港，将《中秋帖》和《伯远帖》押给一位印度人。那印度人以十多万港币抵押給香港汇丰银行。1951年10月初，正在香港的徐伯郊得知此事，立即向郑振铎报告。徐伯郊又寫信给故宫博物院院长马衡，马衡向中國总理周恩來报告此事的原委。1951年周恩來有意願將《伯遠帖》、《中秋帖》以50万港币購回並指示：“同意购回《中秋》、《伯远》二帖。惟须派负责人员及识者前往鉴别真伪，并须经过我方现在香港的可靠银行，查明物主郭昭俊有无讹骗或高抬押价之事，以保证两帖能够顺利购回。”由徐鹿君、徐伯郊和郭昭俊三人化装成船员赴港与汇丰银行方面谈判。是年12月3日，《中秋帖》和《伯远帖》回到了北京。23日，“二希”在北海团城进行第一次展出，马叙伦、陈叔通、章伯钧等均在受邀之列。1951年12月27日，王冶秋亲自将《中秋帖》和《伯远帖》交由北京故宮博物院收藏。
此帖與西晉陸機平復帖為現今兩件晉人僅存書法，在王羲之家族中僅有王珣有短箋存世，而王羲之的書作只以摹本、臨本和刻本的形式流傳。

## 原文
珣頓首頓首。伯遠，勝業情期，群從之寶。自以羸患，志在優遊，始獲此出，意不剋申。分別如昨，永為疇古，遠隔嶺嶠，不相瞻臨。

卷前引首有乾隆御書“江左風華”四字，上有“乾隆御筆”璽。并御題：
唐人真跡已不可多得，況晉人耶！內府所藏右軍快雪帖，大令中秋帖，皆希世之珍。今又得王珣此幅繭紙家風信堪並美！幾餘清賞亦臨池一助也。御識。